# Södertälje kanal
Södertälje kanal är en kanal som går genom centrala Södertälje i östra Södermanland. Kanalen förbinder Mälaren och Södertäljeleden i Östersjön och går via sjön Maren. Höjdskillnaden mellan Mälaren och havet är normalt 0,6 m. I kanalen finns Södertälje sluss, som är den största i Norden för handelssjöfart. Staden Södertälje har till stor del växt upp som ett samhälle runt kanalen.

## Historia

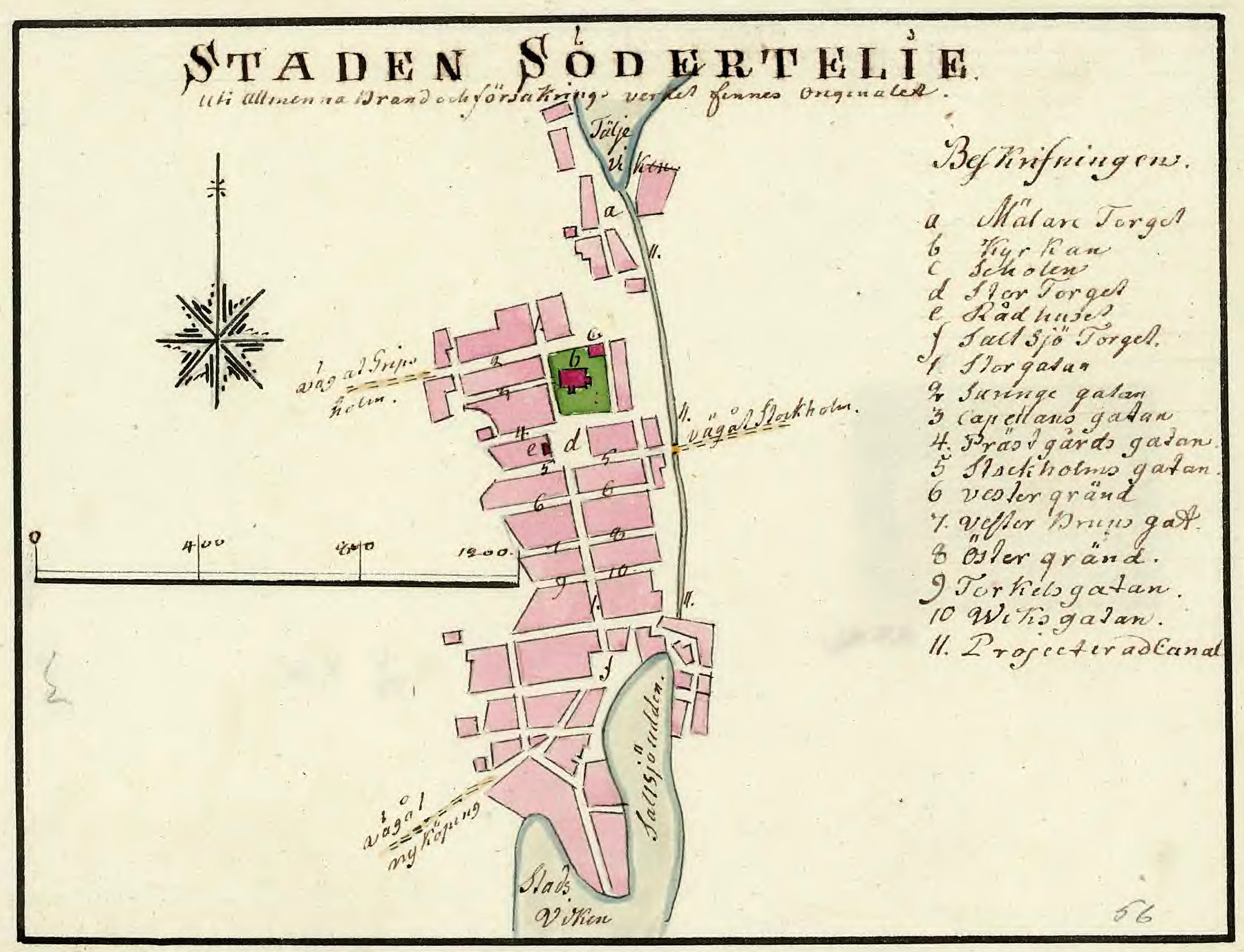
Fredrik Adolf Wiblingens karta från 1780.

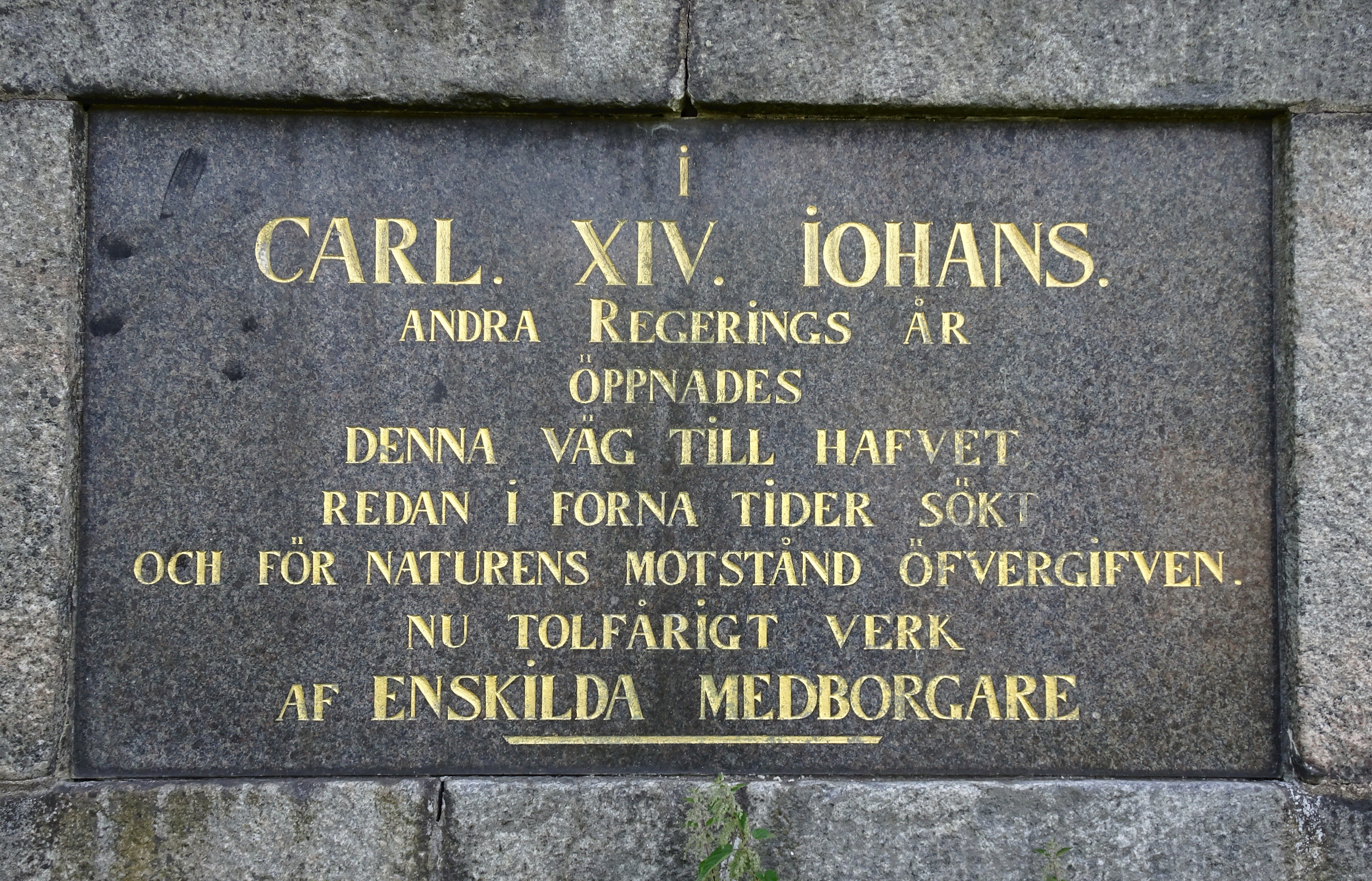
Minnestavlan vid gamla slussen.

Att göra vattenvägen genom Södertälje farbar har varit en angelägen fråga ända sedan vikingatiden. Så långt tillbaka i tiden hade dock inte landhöjningen gjort näset helt omöjligt för sjöfart – man kunde fortfarande släpa båtar över de grundaste partierna.
Vägen genom kanalen i Södertälje har under hela sin existens varit den snabbaste förbindelsen mellan Östersjön och Mälaren om man anländer söderifrån. Den enda alternativa vägen var via Söderström i centrala Stockholm och efter 1928 via Hammarbyleden. Trafiken var viktig för samhällena Helgö (400-tal–700-tal), Birka (700-tal–900-tal) och Sigtuna (sent 900-tal och framåt). Sedan den naturliga vattenvägen mot slutet av vikingatiden (1000-talet) blivit alltför grund användes rullar av stockar, på vilka man drog båtarna.

### Tidiga kanalprojekt

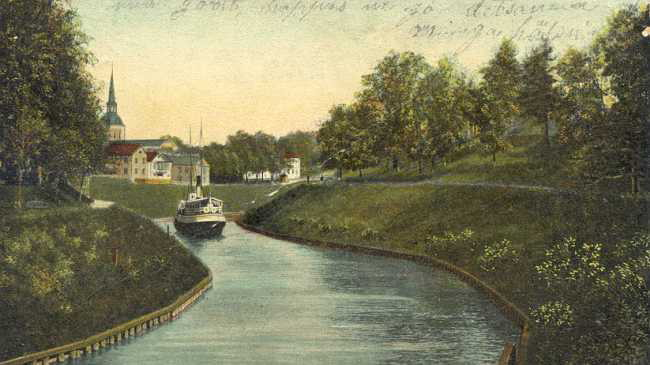
Gamla Södertälje kanal före ombyggnad. Dragvägarna syns på båda sidorna.

Under 1400-talet lät Engelbrekt göra vissa arbeten med att rensa upp, och gräva en kanal. Arbetet avslutades dock inte. Nya försök att bygga en kanal försöktes 1640 av översten Caspar Otto Sperling. 
Under Karl XI återupptogs arbetet, och fortifikationsingenjören Erik Dahlbergh byggde 1661 en kanal mellan sjön Maren i centrala Södertälje och Ströms vik. Denna kanal underhölls dock mycket dåligt och förföll med tiden. Rester av den är dock fortfarande synliga på vissa ställen. Framför allt gäller det delen mellan Scanias huvudkontor vid sjön Saltskogsfjärden och delar av Strömsviksån där det mesta ligger i rör under Scanias fabriksbyggnader fram till Strömsvik (norr om Pershagen).
På Fredrik Adolf Wiblingens karta från 1780 syns den tänkta sträckningen för en kanal (markerad med "11" Projecterad Canal) genom Södertäljes östra delar. En sluss syns inte, men en bro är inritad som placerades där väg åt Stockholm kom österifrån.
Det var slutligen under Carl XIV Johans regeringstid och vattenbyggnadsingenjör Eric Nordewalls ledning mellan 1806 och 1819 som kanalen blev farbar hela vägen från Mälaren till Östersjön. Kanalen blev 12 meter bred och 3,6 meter djup och invigdes av kungen den 7 oktober 1819. I projektet ingick även en 42 meter lång, handmanövrerad sluss (se Södertälje sluss). En minnestavla vid gamla slussen påminner om denna historiska händelse:
| ” | I Carl. XIV. Iohans. Andra Regerings år öppnades denna väg till hafvet redan i forna tider sökt och för naturens motstånd öfvergifven. Nu tolfårigt verk af enskilda medborgare | „ |

### Vad som finns kvar idag
Eftersom breddningen av kanalen utfördes huvudsakligen mot östra sidan finns fortfarande korta avsnitt av första kanalen på västra sida bevarade, exempelvis vid den första svängbron vid Västra Kanalgatan, i höjd med Jovisgatan och den så kallade Blindtarmen på Lotsudden där kanalen svängde in i Maren. Även en del av den gamla dragvägen finns kvar, idag nyttjad som promenadstråk. Dragvägar fanns på båda sidor om kanalen och användes fram till 1800-talets slut till att dra båtarna genom kanalen. Därefter blev det vanligt med ångbåtar och de flesta skutorna kunde därefter ta sig fram för egen maskin. Även rester efter den första slussen återfinns fortfarande strax norr om Mälarbron.

### Bilder, första kanalen

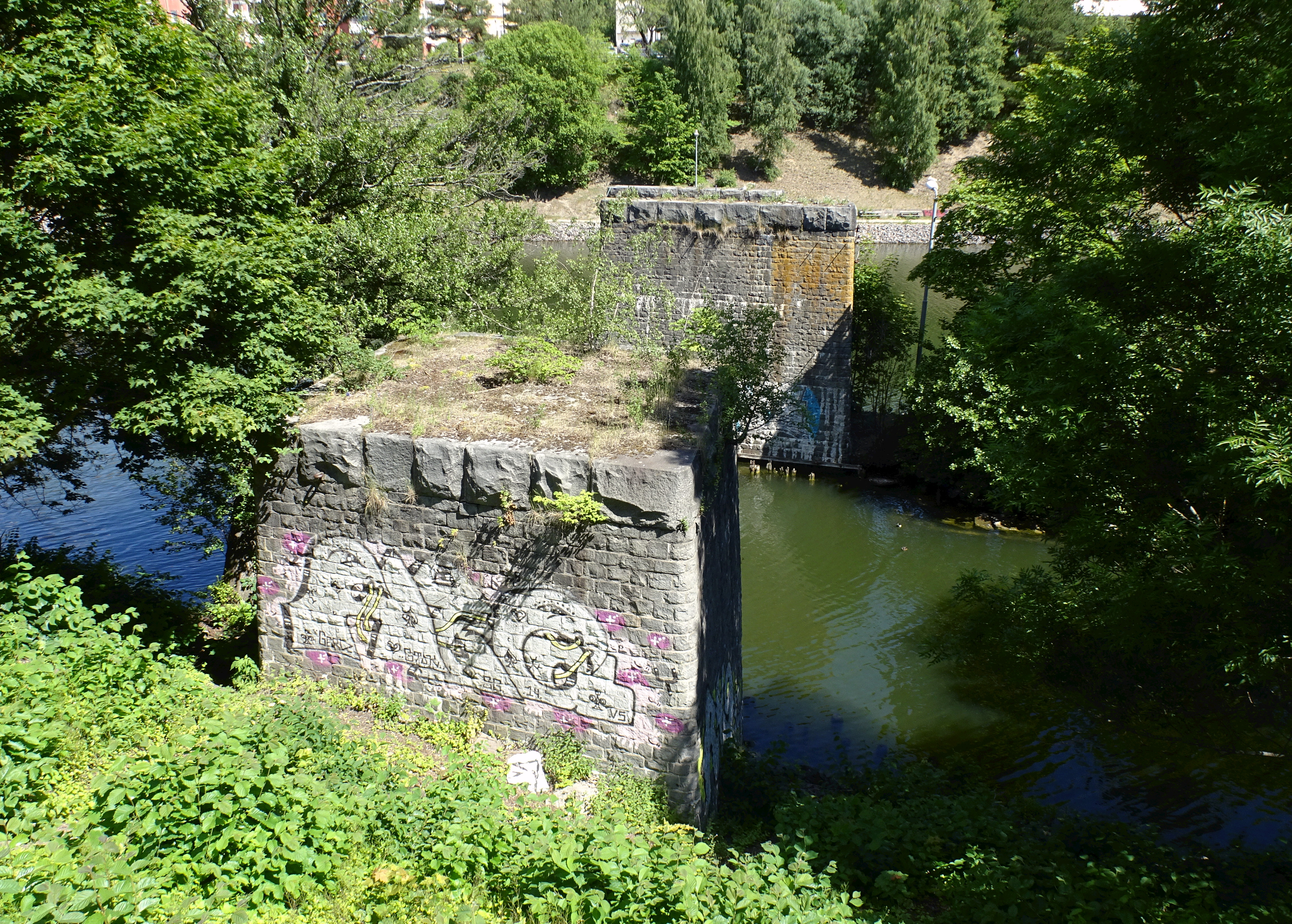
Avsnörd del av den första kanalen.
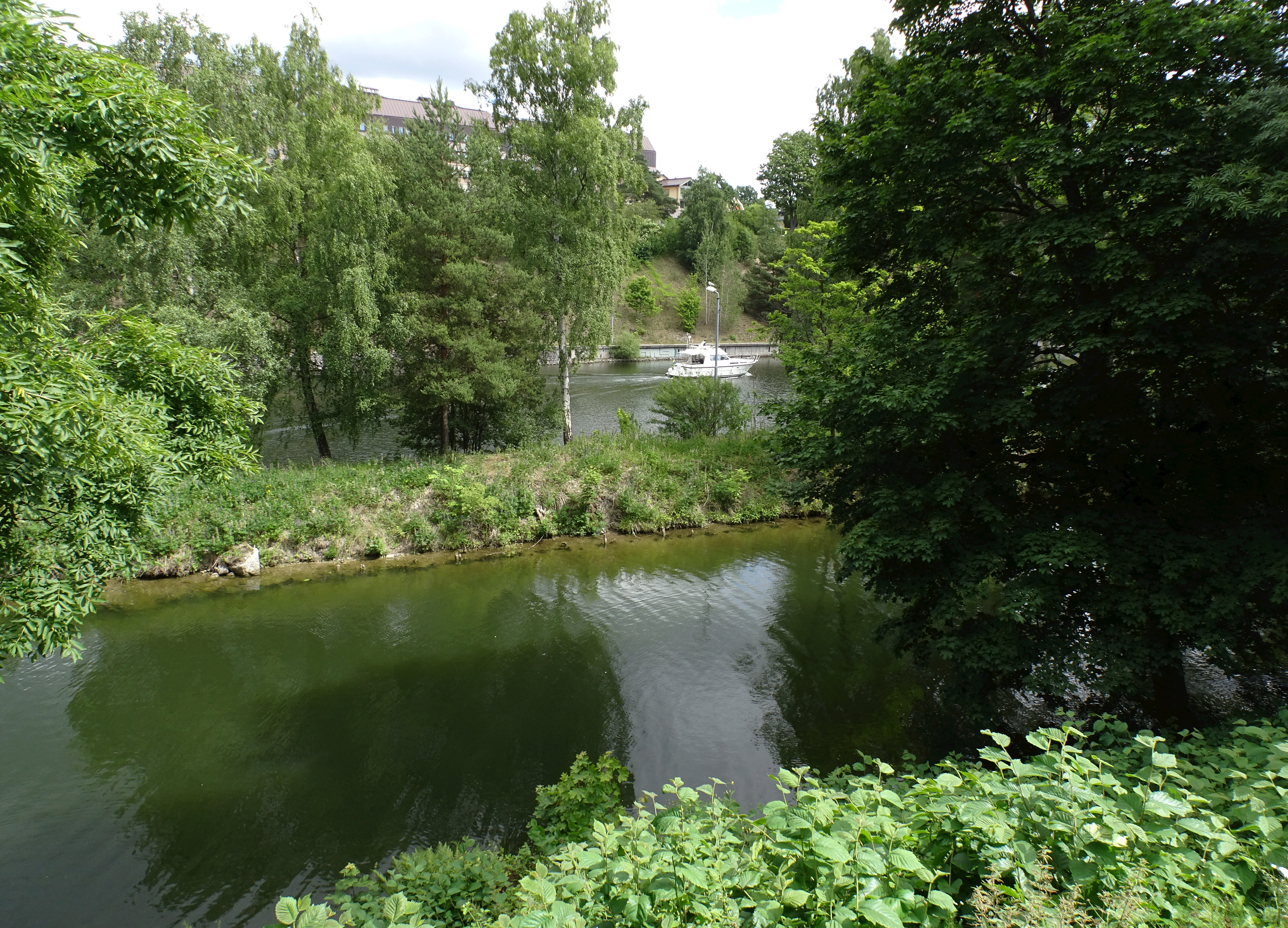
Gamla kanalen (i förgrunden) och nya i bakgrunden.
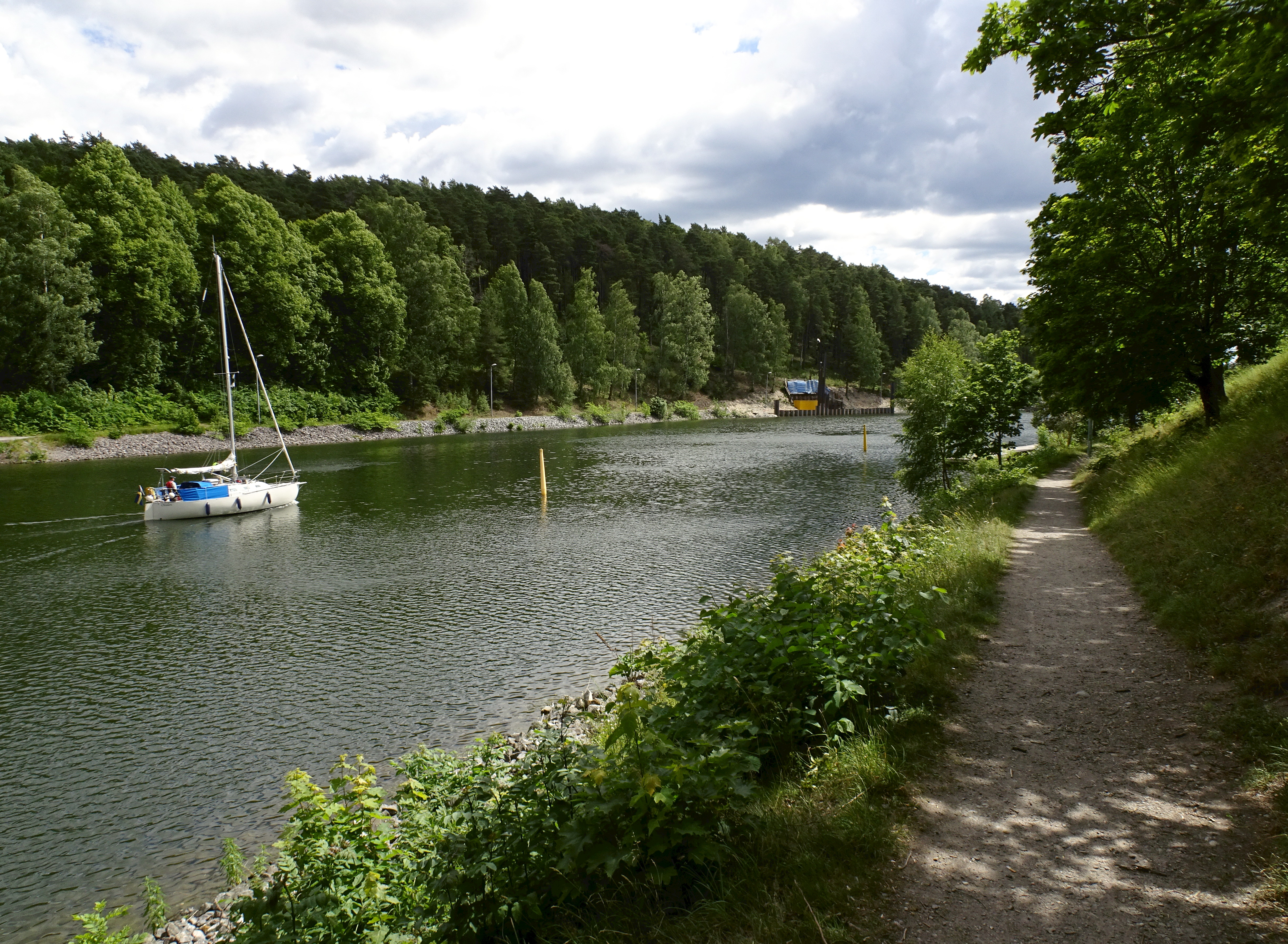
En del av den gamla dragvägen.
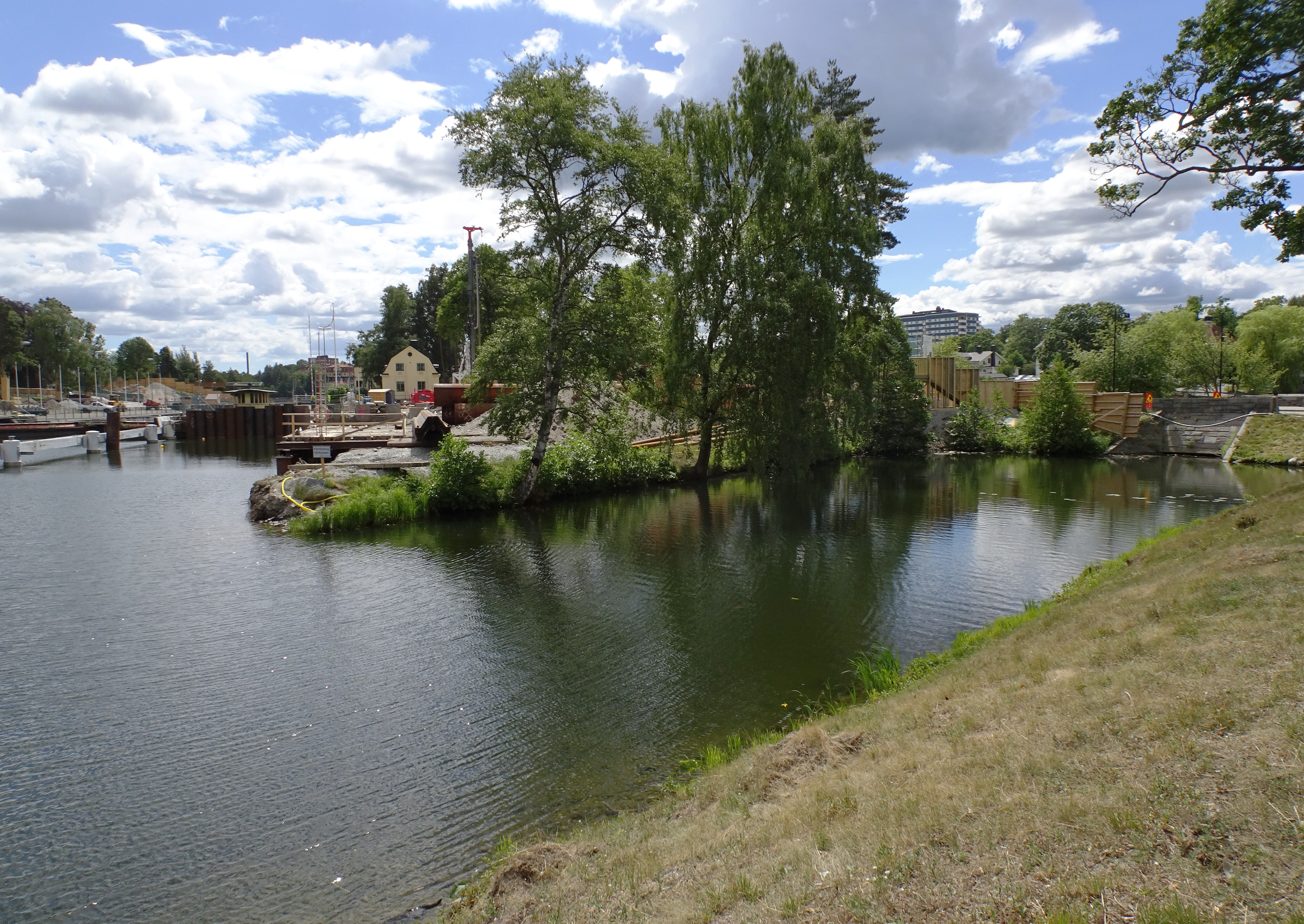
Den så kallade Blindtarmen, som är en rest efter första kanalen.

### Dagens kanal

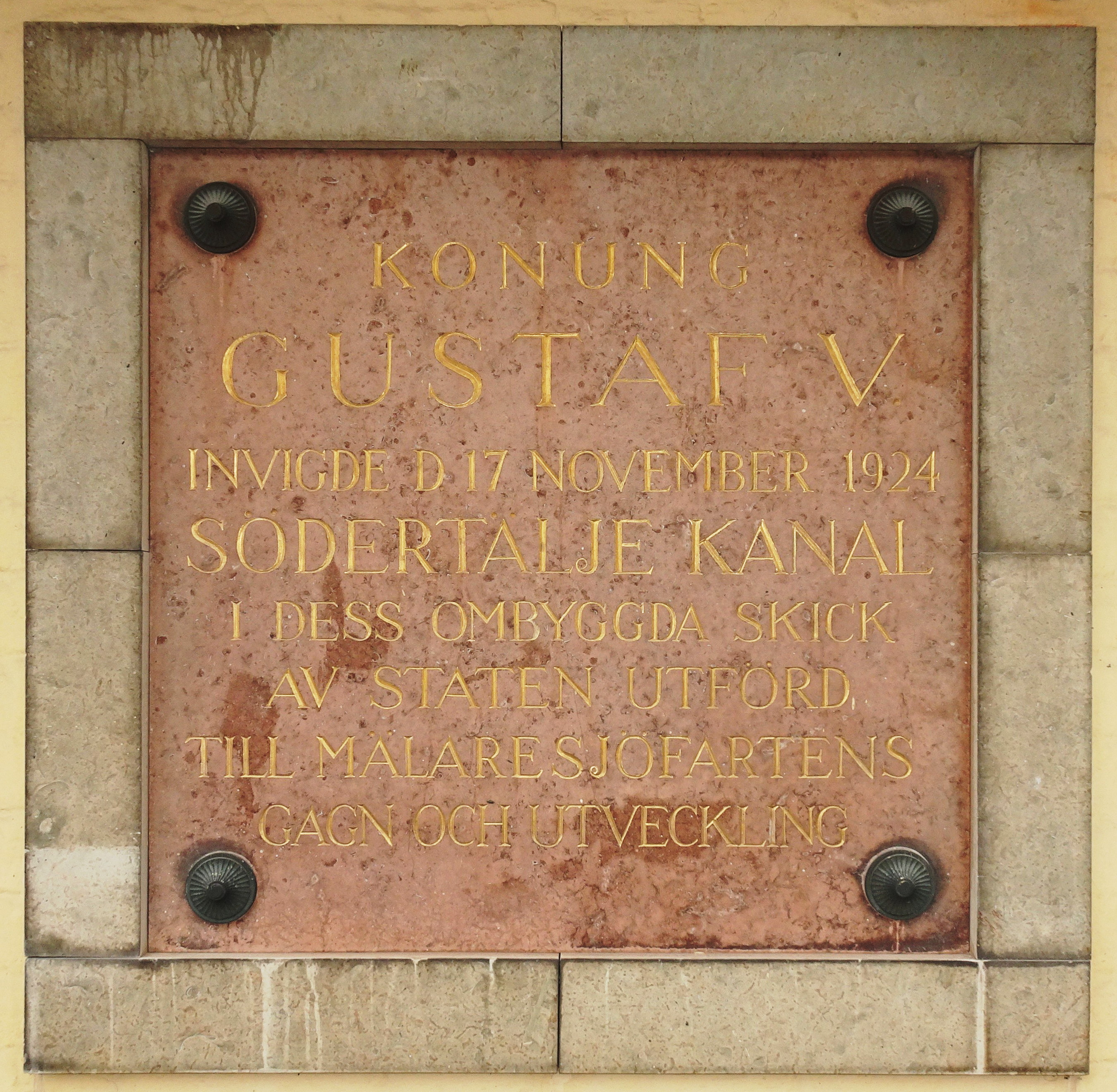
Minnestavla på lotshuset.

På tidigt 1900-tal var kanalen alldeles för smal och kurvig för moderna fartyg, och mellan 1917 och 1924 grävdes kanalen om till stor del i ny sträckning genom Södertäljeåsen till Igelstaviken och utrustades med en ny sluss, som fortfarande används (se Södertälje sluss). Södertälje nya kanal invigdes den 17 november 1924 av Gustaf V, i närvaro av prinsessorna Ingeborg, Martha och prinsarna Wilhelm och Eugen samt cirka 600 inbjudna gäster. Härom minner en granittavla som är uppsatt på lotshusets fasad vid nya slussen:
| ” | Konung Gustaf V invigde d 17 november 1924 Södertälje kanal i dess ombyggda skick av staten utförd, till Mälaresjöfartens gagn och utveckling | „ |

Under 1970-talet genomfördes ytterligare bredd- och grundningsarbeten i kanalen. Även härom finns en minnestavla från den 8 juni 1976 då Carl XVI Gustaf invigde den fördjupade kanalen. 

### Bilder, dagens kanal

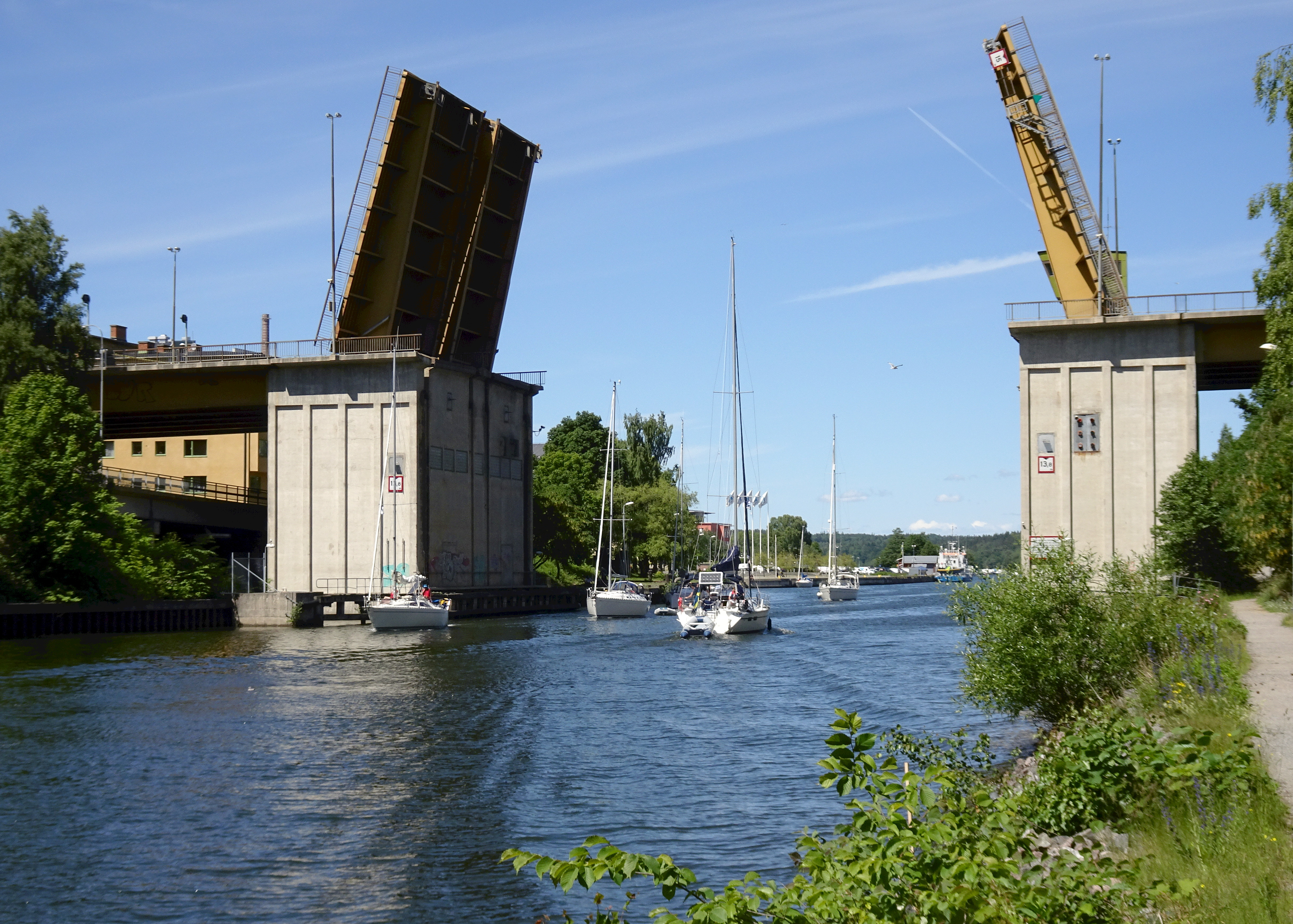
Södertälje kanal med Mälarbron.
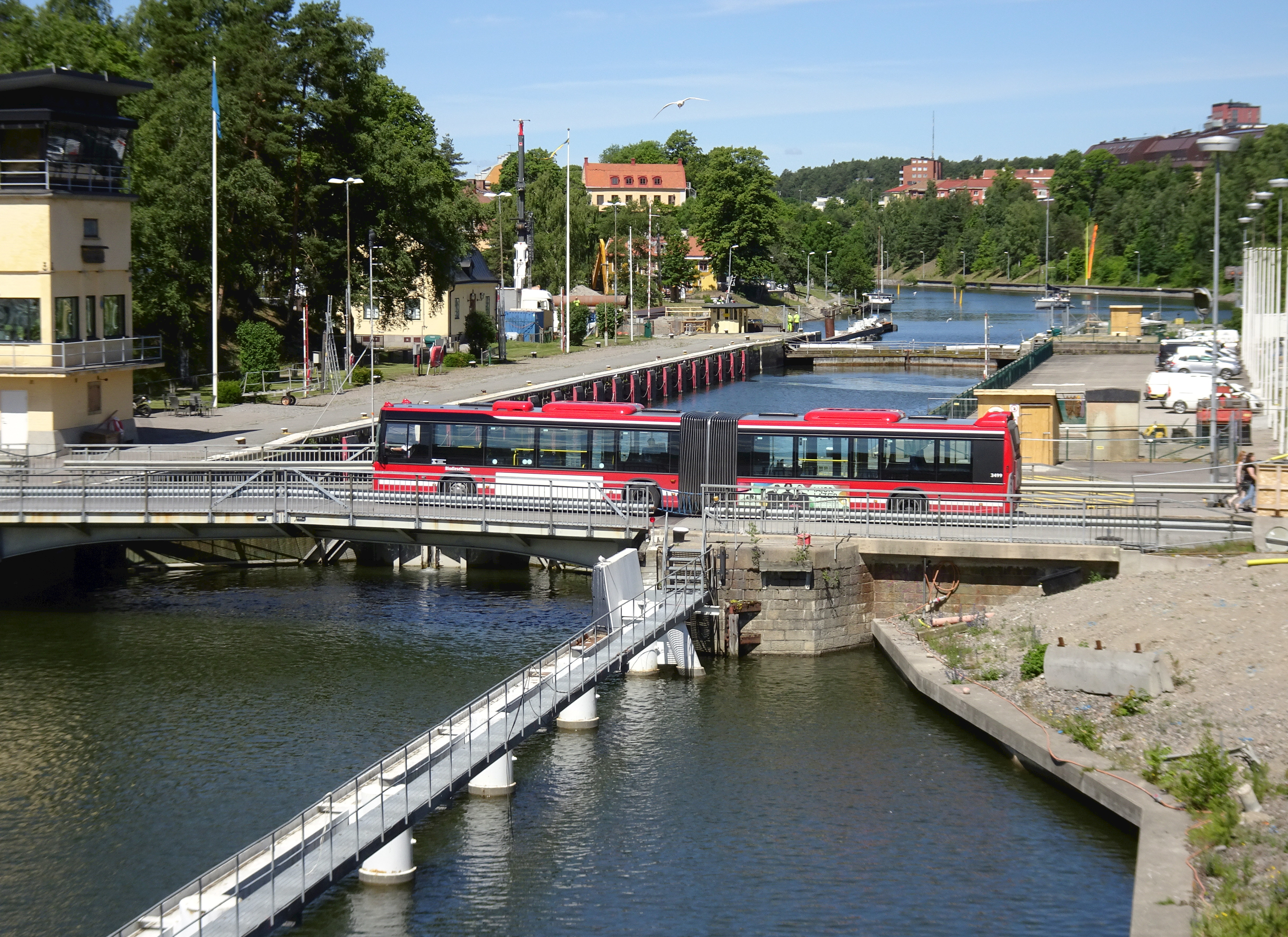
Kanalen vid Södertälje sluss.
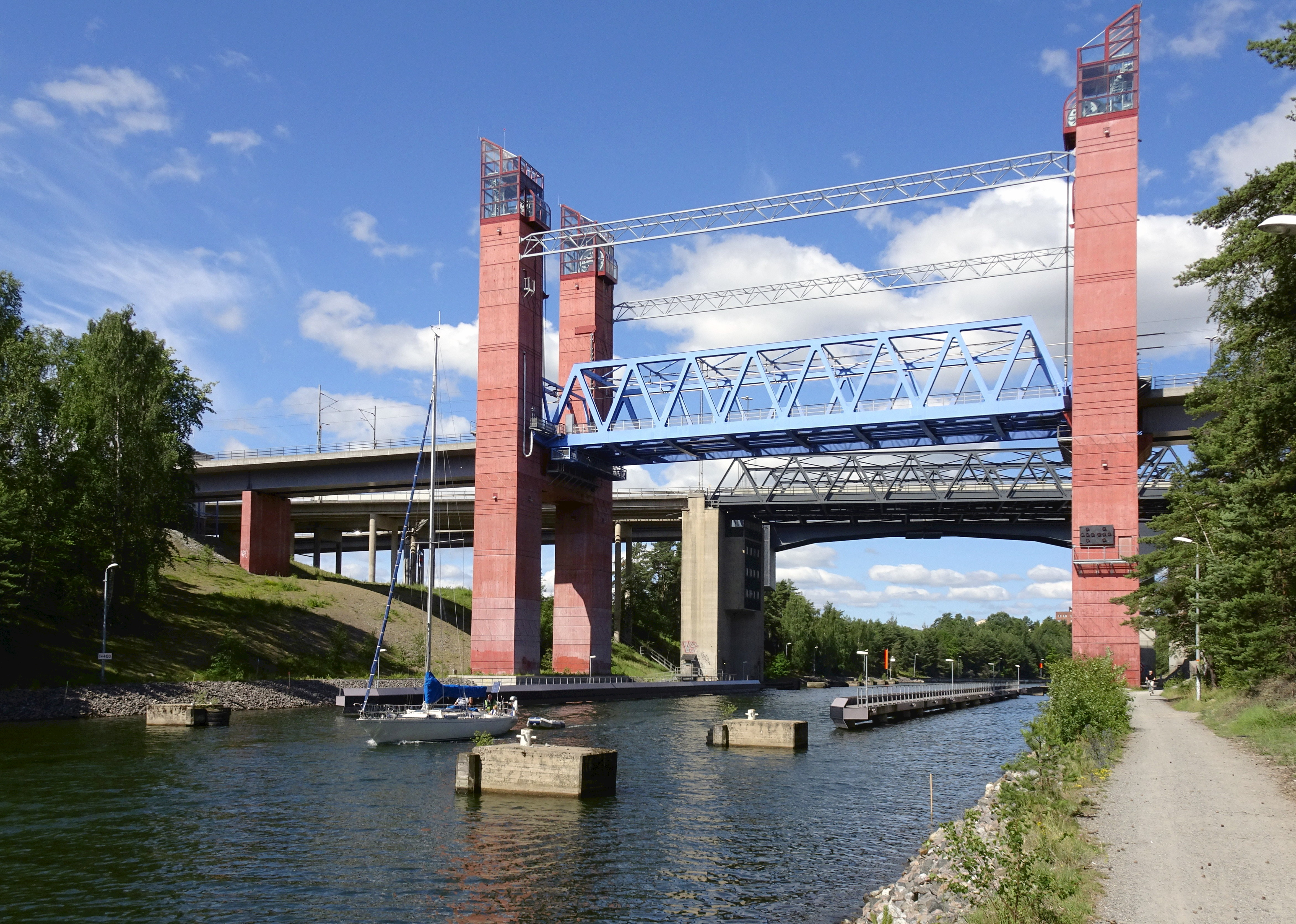
Kanalen under Järnvägsbron, E4-bron och Saltsjöbron.
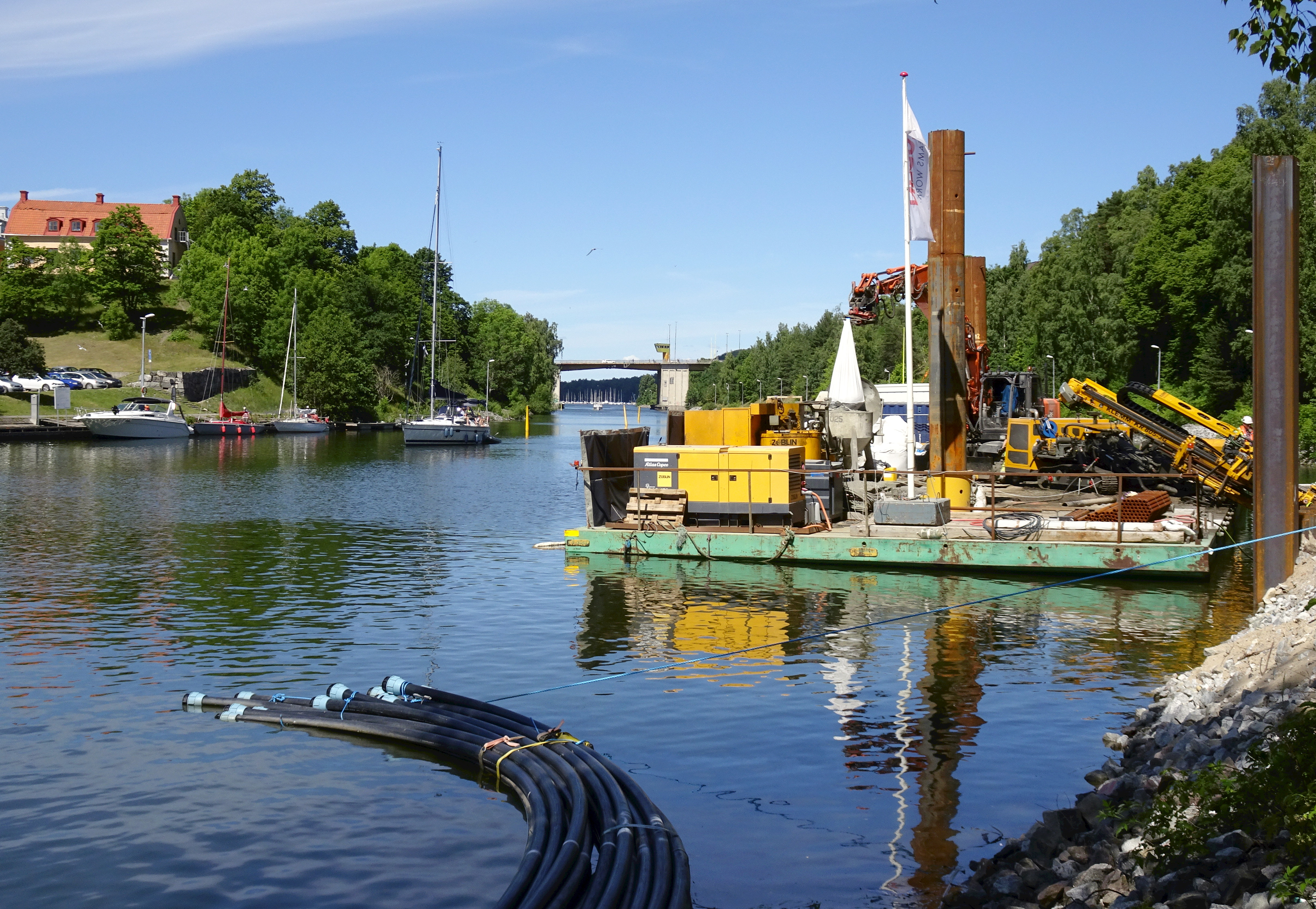
Spontningsarbeten för Mälarprojektet.

## Framtid
I ramen för Mälarprojektet skall Södertälje kanal bli säkrare och tillgänglig för upp till 160 meter långa och 23 meter breda fartyg. Arbetena i Södertälje kanal påbörjades hösten 2016 och hela projektet beräknades vara avslutat årsskiftet 2019/2020. I arbetena ingår ombyggnad (längre och bredare) sluss samt att farleden breddas genom att kanalslänterna (som är rundade idag) muddras bort och bli rakare. Därmed blir vattenytans bredd oförändrad.
Uppdraget gick till tyska Züblin. Uppdragsgivaren är Sjöfartsverket. Kontraktssumman är 1 183 Mkr. Där ingår bland annat nya slusshuvuden, slussportar, slusskammare, teknikhus, ny klaffbro över kanalen, ny spont längs hela kanalen samt nya gångvägar längs med kanalen.
Arbetet avbröts år 2020 och återupptogs i januari 2022 med Aarsleff som ny entreprenör. Det beräknas vara klart 2025.

## Sjötrafik
Kanalen är hårt trafikerad, och den enda förbindelsen mellan Mälaren och Saltsjön som kan ta riktigt stora fartyg. De viktigaste hamnarna i Mälaren är Västerås och Köping som är helt beroende av Södertälje kanal för transporter av industrigods. Mycket oljeprodukter transporteras också genom kanalen på tankbåtar, i första hand till en depå i Västerås. Hela kanalen övervakas av TV-kameror från manövertornet vid Södertälje sluss. Fartbegränsning till 6 knop gäller i hela kanalen.

### Trafikfakta
Under 1996 trafikerades kanalen av:
- 3 969 lastfartyg
- 10 700 fritidsbåtar
- Ett antal passagerarfartyg

Detta medför en trafik på över 40 båtar per dygn, och drygt 5 miljoner ton fraktat gods (varav ca 4 miljoner ton var på väg in i Mälaren, och 1 miljon ton på väg ut).
År 2013 passerades kanal och sluss av: 
- 2 013 lastfartyg
- cirka 9 000 fritidsbåtar

## Fordons- och tågtrafik

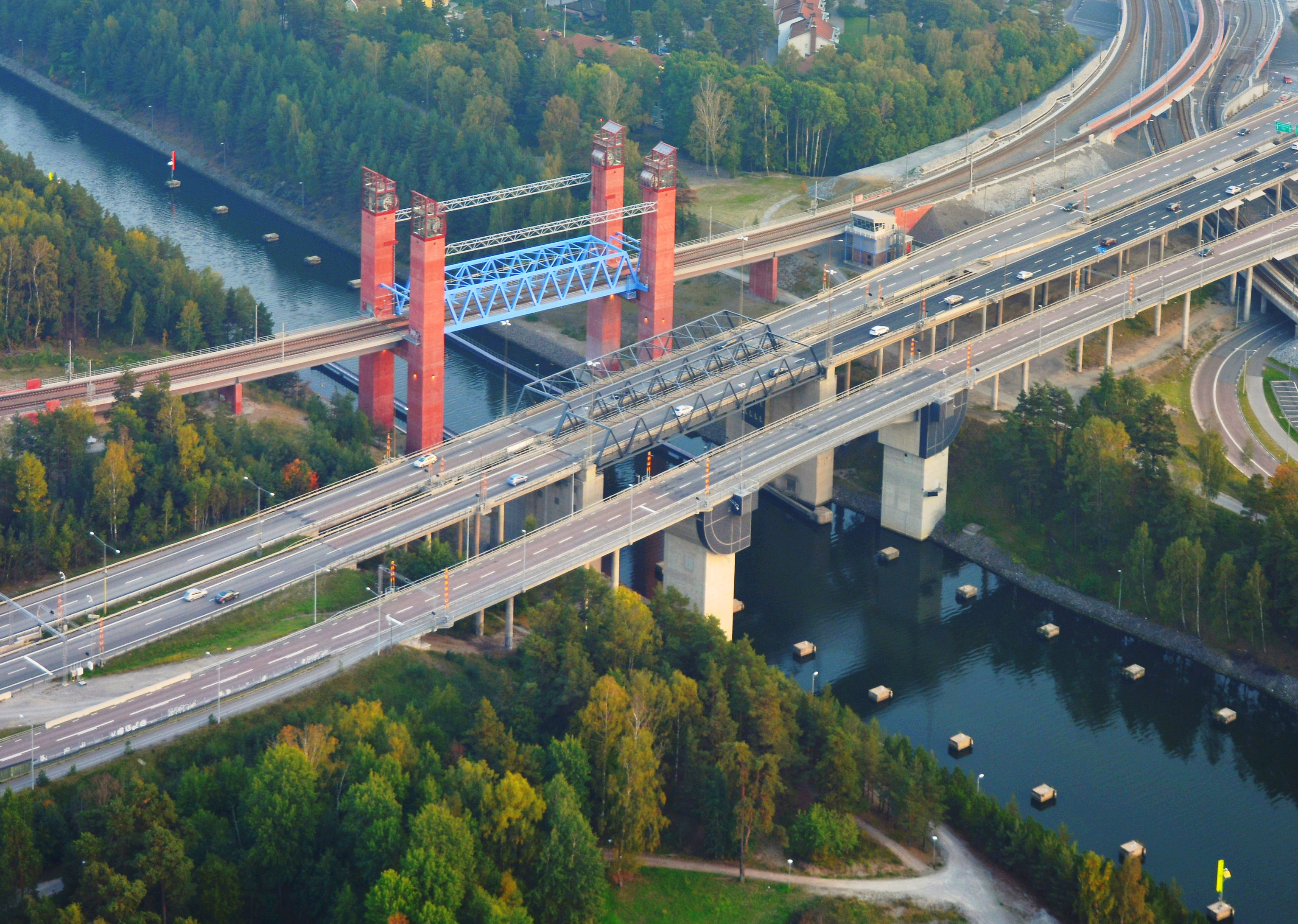
Från ovan: Järnvägsbron, E4-bron och Saltsjöbron.

Över Södertälje kanal går idag fem broar, från norr till söder:
- Mälarbron (klaffbro)
- Slussbron (klaffbro)
- Saltsjöbron (klaffbro)
- E4-bron (lyftbro)
- Järnvägsbron (lyftbro)

Det finns avsatt tid för broöppning på förmiddagen, mitt på dagen och sent på kvällen.